# Allium maraschicum
Allium maraschicum — вид трав'янистих рослин родини амарилісові (Amaryllidaceae), ендемік Туреччини. Епітет походить від назви міста Мараш, де новий вид був вперше виявлений у липні 2009 року.

## Опис
Цибулина кругла, діаметром 0.7–1.0 см; зовнішні туніки світло-коричневі до кремових; внутрішні туніки білі, перетинчасті. Листків 3(4), 1 мм завширшки, довші, ніж стеблина, 10–15 см завдовжки, напівциліндричні, шершаві. Суцвіття розлоге, звисаюче донизу, прямостійне у плодоносній стадії діаметром 3.5–4.0 см, 25–50-квіткове, з нерівними квітконосами. Оцвітина трубчастий або вузько-дзвінчаста, з ≈ рівними листочками оцвітинами 5.5–6.0 мм; вони еліптично-лінійні, тупі, з рожево-світло-коричневим краєм або коричнево-рожеві з більш темною зеленою серединною жилкою. Пиляки світло-жовті, довгасті, завдовжки 0.5 мм, шириною 0.4 мм. Коробочка триклапанна, майже куляста, 4.0–4.5 × 4.0–4.2 мм. 2n = 16. Цвітіння відбувається в липні.

## Поширення
Ендемік Туреччини.
Росте на верхніх гірських і альпійських пасовищах у скелястих місцях на 1800 м н.р.м. Трапляється на багаторічних трав'янистих луках і в альпійській степовій місцевості.